# Touhou Project
Touhou Project (東方Project Tōhō Purojekuto), også kendt som Toho Project eller Project Shrine Maiden, er en serie af Shoot 'em up-spil lavet af Team Shanghai Alice, hvis nøgleperson er den Japanske spildesigner ZUN, som laver alt grafik, musik, og programmering. Touhou Project begyndte i 1996 med udgivelsen af spillet, Highly Responsive to Prayers, udviklet af gruppen Amusement Makers den Japanske serie af NEC PC-9801 computere. De følgende fire spil blev udgivet mellem august 1997 og december 1998, og blev også udgivet til NEC PC-9801. Efterfølgende disse udgivelser var Project Touhou inaktivt i tre et halvt år, indtil det første Touhou-spil til Windows, The Embodiment of Scarlet Devil, blev udgivet i august 2002. Spillet blev udelukkende udgivet af ZUN efter han valgte at forlade Amusement Makers, og startede Team Shanghai Alice. Frem til august 2008 er der blevet udgivet yderligere fem spil i Touhous hovedserie af ZUN, samt to spil lavet i samarbejde med Twilight Frontier, og en spinoff af ZUN ved navn Shoot the Bullet.

## Udvikling
Touhou Project er et én-mands-projekt af den Japanske spildesigner, ZUN, som alene laver alt grafik, musik, og programmering, med undtagelse af et samarbejde med Twilight Frontier i Immaterial and Missing Power og Scarlet Weather Rhapsody.

## PC-98-spil
De første fem spil i Touhou-serien blev udelukkende udgivet til den Japanske PC-9801-serie af computere; folk der bruger almindelige computere er derfor nødt til at bruge en emulator for at kunne spille disse. PC-9801 computerne var allerede på retur da disse spil blev udgivet. På grund af dette er spillende ikke særlig kendt blandt spillere. Gruppen bag disse spil hed "Amusement Makers".
Highly Responsive to Prayers (東方靈異伝 Tōhō Rei'iden)
Det første spil i Tōhō-serien. Det er ikke et traditionelt shooter, men har i stedet en del ligheder med Arkanoid. Reimu Hakurei, hovedpersonen, blev introduceret i dette spil. Spillet blev udgivet i 1996.
Story of Eastern Wonderland (東方封魔録 Tōhō Fūmaroku)
Udgivet i august 1997 ved Comiket 52. Dette er det første danmaku-spil i serien, og markere også introduktionen af Marisa Kirisame (her som den næstsidste boss), den anden større figur i serien.
Phantasmagoria of Dim. Dream (東方夢時空 Tōhō Yumejikū)
Et to-spiller, versus-type shooter; lignende Twinkle Star Sprites. Blev udgivet i december 1997 ved Comiket 53.
Lotus Land Story (東方幻想郷 Tōhō Gensōkyō)
Udgivet i august 1998 ved Comiket 54. Dette spil introducere "focus mode", der forsinker ens figurs bevægelse for lettere at kunne undgå fjendtlige skud.
Mystic Square (東方怪綺談 Tōhō Kaikidan)
Det femte og sidste Tōhō-spil til PC-98, udgivet i december 1998 ved Comiket 55. Mima og Yuka, de sidste bosser i The Story of Eastern Wonderland og Lotus Land Story vendte tilbage som spilbare figurer i dette spil.

## Kommercielle værker
Udover dōjin-spil, har Team Shanghai Alice også brugt figurene fra Touhou i en række kommercielle medier.
Curiosities of Lotus Asia (東方香霖堂 Tōhō Kōrindō)
Curiosities of Lotus Asia, skrevet af ZUN selv, er en historie udgivet i flere dele over tid. Den blev først udgivet i magasinet Colorful Puregirl, men blev senere flyttet til magasinet Magazine Elfics af firmaet BiBLOS efter den førstnævnte stoppede med at udgive. Da BiBLOS gik konkurs blev serien dog flyttet igen. Til sidst blev den udgivet i magasinet Dengeki Moeoh fra august 2007 og frem til december 2007, hvor serien sluttede. Derudover blev visse dele af Curiosities of Lotus Asia også udgivet på hjemmesiden Elnavi Arkiveret 19. december 2008 hos  Wayback Machine. En samling af alle delene forventes udgivet i 2008. En interessant detalje er, at Rinnosuke Morichika er den eneste mandlige figur i Touhou.
Eastern and Little Nature Deity (東方三月精 Tōhō Sangetsusei)
Eastern and Little Nature Deity er en manga udgivet i det japanske magasin Comp Ace. Historien er skrevet af ZUN, og tegnet af Nemu Matsukura, en kendt fan af Touhou-serien. Historien er centreret om tre feer og deres drilleriger med de besøgende af Reimus alter. Fra maj 2006 stoppede Matsukura med at tegne grundet problemer med helbredet, og ansvaret blev derfor givet til Matoko Hirasaka. Den nye version fik navnet Strange and Bright Nature Deity.
Bohemian Archive in Japanese Red (東方文花帖 Tōhō Bunkachō)
Bohemian Archive in Japanese Red er den officielle fanbog af Touhou-serien. Bogen indeholder blandt andet falske nyhedsartikler, et interview med ZUN, og en samling af en række dōjinshi. Derudover følger der også en CD-ROM med, der indeholder en række nye musikstykker af ZUN, a demo af Phantasmagoria of Flower View, og et wallpaper af bogens omslag.
Seasonal Dream Vision (東方紫香花 Tōhō Shikōbana)
Seasonal Dream Vision er en antologi af dōjinshi udgivet af Tora no Ana. Den indeholder også en beskrivelse af omgivelserne i Gensokyo, af ZUN, og en CD med en række genindspilninger af hans musik.
Perfect Memento in Strict Sense (東方求聞史紀 Tōhō Gumonshiki)
Perfect Memento in Strict Sense er en guide og et opslagsværk af racer i Gensokyo, beskrevet af Hieda no Akyu. Den blev udgivet i slutningen af december 2006, af Ichijinsha. En manga baseret på bogen blev også udgivet i december 2006 udgivelsen af magasinet Comic Rex.
Touhou Bōgetsushō (東方儚月抄)
Touhou Bōgetsushō er en fortsættelse af Imperishable Night. Den består af en manga, en roman, og en yonkoma udgivet i tre dele i magasinet Ichijinsha. Mangaserien, Silent Sinner in Blue, tegnet af Aki Eda, blev første gang udgivet i magasinet Comic Rex i juli 2007. Den fokusere på menneskerne Reimu og Marisa. Romanen Cage in Lunatic Runagate blev udgivet som en serie i magasinet Chara Mel, og debuterede den 25. juni 2007. Historien er illustreret af Tokiame, og er en uddybning af manga'en, set fra et ikke-menneskeligt perspektiv. Yonkoma'en The Inaba of the Moon and the Inaba of the Earth (月のイナバと地上の因幡 Tsuki no Inaba to Chijō no Inaba), illustreret af Arata Toshihira, er et muntert sidespring fra historien, og handler om Reisen Udongein Inaba og Tewi Inaba. Den blev først udgivet i august 2007 udgivelsen af magasinet Manga 4koma Kings Palette, der blev solgt den 22. juni 2007.